# Hamed Saveh Shemshaki
Hamed Saveh Shemshaki (persisch حامد ساوه شمشکی; * 21. November 1985) ist ein iranischer Grasskiläufer. Er nahm ab 2008 an Weltcuprennen teil.

## Karriere
Saveh Shemshaki nahm bisher nur an Grasskirennen im Iran teil. Seine ersten internationalen Bewerbe waren die Weltcuprennen in Dizin im August 2008, in denen er jedoch kein zählbares Ergebnis verbuchen konnte: Im Super-G wurde er disqualifiziert und im Riesenslalom fiel er aus. Bei den FIS-Rennen im Juli 2009 belegte Saveh Shemshaki im Super-G Platz 14, im Slalom und im Riesenslalom erreichte er aber nicht das Ziel. Einen Monat später nahm er wieder an den Weltcuprennen in Dizin teil, wo er mit Rang 26 im Super-G seine ersten Weltcuppunkte gewann, im Riesenslalom aber wie schon im Vorjahr ausschied. In der Gesamtwertung der Saison 2009 kam Saveh Shemshaki punktegleich mit dem Japaner Tetsuya Yashima auf Platz 61. Auch in der Saison 2010 startete er nur bei den FIS- und Weltcuprennen in Dizin. Während er bei den FIS-Rennen ohne Resultat blieb, erzielte er im Weltcup-Super-G den 22. Platz und damit sein bisher bestes Weltcupresultat. Im Riesenslalom wurde er jedoch disqualifiziert. Im Gesamtweltcup konnte er sich zwar auf Platz 55 verbessern, er erreichte aber wieder nur einen Platz im Schlussfeld. In den Jahren 2011 und 2012 nahm Saveh Shemshaki an keinen Wettkämpfen teil.

## Erfolge

### Weltcupplatzierungen
- 2009: Super-G: Platz 26
- 2010: Super-G: Platz 22